# Der Antiberg: Mitteilungen zur Karst- und Höhlenkunde in Nordrhein-Westfalen
Der Antiberg: Mitteilungen zur Karst- und Höhlenkunde in Nordrhein-Westfalen ist eine Fachzeitschrift für die Speläologie (ISSN 0344-4287). Sie enthält insbesondere Berichte über die Befahrungen von Höhlen, Höhlenbeschreibungen samt Höhlenplänen, wissenschaftliche Aufsätze zu Karst-Phänomenen in der Region und sonstige Tätigkeitsberichte verschiedener Arbeitsgruppen in diesem Gebiet. Sie geht auf das Jahr 1975 zurück. Die Artikel unterliegen nicht dem Peer-Review.
Herausgeber sind die Arbeitsgemeinschaft Höhle und Karst Sauerland/Hemer und der Arbeitskreis Kluterthöhle.